# Oboznivka, Kirovohrad
Oboznivka (în ucraineană Обознівка) este localitatea de reședință a comunei Oboznivka din raionul Kirovohrad, regiunea Kirovohrad, Ucraina.

## Demografie
Componența lingvistică a localității Oboznivka
     Ucraineană (94,95%)
     Rusă (4%)
     Alte limbi (0,94%)
Conform recensământului din 2001, majoritatea populației localității Oboznivka era vorbitoare de ucraineană (94,95%), existând în minoritate și vorbitori de rusă (4%).